# BAR 01
BAR 01 — болід Формули-1, сконструйований Едріаном Рейнардом і Малколмом Оастлером і побудований командою British American Racing для участі в чемпіонаті світу сезону 1999 року.

## Історія
Незважаючи на технічний досвід фірми Reynard Motorsport, що сконструювала шасі, і водійське вміння чемпіона світу Жака Вільнева, сезон став катастрофою для команди. Машина була досить швидка, але вкрай не надійна. Вільнев не зміг фінішувати в одинадцяти перших Гран-прі, а команда не отримала жодного очка в залік Кубка конструкторів, виступивши гірше, ніж набагато менші команди Minardi, Arrows та Sauber.
Автомобілі на трасах виділялися своїм розфарбуванням. Головний спонсор команди, тютюновий концерн British American Tobacco, задумав просувати два своїх сигаретних бренди: 555 і Lucky Strike, тому керівники команди хотіли виставити у перегонах дві машини різного кольору: одну синю, іншу біло-червону. Проте ФІА заборонила їм це. Команда змогла знайти компромісний варіант: машини були розфарбовані наполовину в кольори однієї марки, на іншій стороні кузова були кольори іншого бренду, що було схвалено Федерацією.

## Результати виступів у Формулі-1
| Рік  | Шасі   | Двигун            | Шини | №  | Пілоти  | Австралія | Бразилія | Сан-Марино | Іспанія | Монако | Канада | Франція | Велика Британія | Австрія | Німеччина | Угорщина | Бельгія | Італія | Європейський Союз | Малайзія | Японія | Очки | КК  |
| ---- | ------ | ----------------- | ---- | -- | ------- | --------- | -------- | ---------- | ------- | ------ | ------ | ------- | --------------- | ------- | --------- | -------- | ------- | ------ | ----------------- | -------- | ------ | ---- | --- |
| 1999 | BAR 01 | Supertec FB01 V10 | B    |    |         | АВС       | БРА      | САН        | ІСП     | МОН    | КАН    | ФРА     | ВЕЛ             | АВТ     | НІМ       | УГО      | БЕЛ     | ІТА    | ЄВР               | МАЛ      | ЯПО    | 0    | НКЛ |
| 1999 | BAR 01 | Supertec FB01 V10 | B    | 22 | Вільнев | Схід      | Схід     | Схід       | Схід    | Схід   | Схід   | Схід    | Схід            | Схід    | Схід      | Схід     | 15      | 8      | 10                | Схід     | 9      | 0    | НКЛ |
| 1999 | BAR 01 | Supertec FB01 V10 | B    | 23 | Зонта   | Схід      | НКВ      |            |         |        | Схід   | 9       | Схід            | 15      | Схід      | 13       | Схід    | Схід   | 8                 | Схід     | 12     | 0    | НКЛ |
| 1999 | BAR 01 | Supertec FB01 V10 | B    | 23 | Сало    |           |          | 7          | Схід    | 8      |        |         |                 |         |           |          |         |        |                   |          |        | 0    | НКЛ |